# Elysia arena
Elysia arena is een slakkensoort uit de familie van de Plakobranchidae. De wetenschappelijke naam van de soort werd voor het eerst geldig gepubliceerd in 1978 door Carlson & Hoff.